# Tradescantia gigantea
Tradescantia gigantea är en himmelsblomsväxtart som beskrevs av Joseph Nelson Rose. Tradescantia gigantea ingår i släktet båtblommor, och familjen himmelsblomsväxter. Inga underarter finns listade.